# 日本自然エネルギー
日本自然エネルギー株式会社（にほんしぜんエネルギー、英文社名：Japan Natural Energy Company Limited）は、東京都品川区西五反田に本社を置く自然エネルギーの導入促進会社である。

## 概要
東京電力や東北電力などの電力会社や住友商事、三井物産、三井住友銀行などが出資し、2000年に設立された。後述する「グリーン電力証書システム」や、自然エネルギー活用に関するコンサルティング、自然エネルギー・環境に関するイベントやセミナーの主催などを通して、風力発電、バイオマス発電、水力発電、太陽光発電など環境への負荷が少ない自然エネルギー利用を推進することを主な事業としている。

### グリーン電力証書システム
グリーン電力証書システムは、自然エネルギーにより発電された電気の環境付加価値を、証書発行事業者が第三者認証機関（一般財団法人日本品質保証機構）の認証を得て、「グリーン電力証書」という形で取引する仕組みである。
電力を利用している企業や自治体は「グリーン電力証書」を購入することで、自然エネルギーによる発電設備を持たなくても、証書に記載された電力量（kWh）相当分の自然エネルギーを利用しているとみなされる。また、「グリーン電力証書」を購入する企業・自治体などが支払う費用は、証書発行事業者を通じて発電設備の維持・拡大などに使用される。このことから、環境貢献の活動や、自主的なCO2削減目標の達成、環境コミュニケーション活動への利用、及び各種報告制度においての再エネ使用量やCO2削減量としての報告への活用が期待されている。